# Roscos de vi
Els roscos de vi són uns dolços típics de Nadal en forma de rosquilla, és a dir, rodons amb un forat en el centre. Es denominen així perquè en la pasta hi ha una certa quantitat de vi. Es tracta d'una rosquilla molt típica en la cuina espanyola, especialment a La Manxa i a la Província de Màlaga.
S'elaboren amb farina, vi, sucre, oli d'oliva, ratlladura de llimona, sèsam i aiguardent. Es recobreixen amb sucre de llustre.